# Celypha
Celypha is een geslacht van vlinders van de familie bladrollers (Tortricidae), uit de onderfamilie Olethreutinae.

## Soorten
- C. anatoliana (Caradja, 1916)
- C. aurofasciana - Goudlijnbladroller (Haworth, 1811)
- C. capnodesma (Meyrick, 1922)
- C. capreolana (Herrich-Schäffer, 1851)
- C. cespitana - Oranjegele lijnbladroller (Hübner, 1817)
- C. confictana (Kennel, 1901)
- C. constructa (Meyrick, 1922)
- C. cornigerus (Oku, 1968)
- C. doubledayana (Barrett, 1872)
- C. ermolenkoi Kostyuk, 1980
- C. flavipalpana (Herrich-Schäffer, 1851)
- C. kurilensis (Oku, 1965)
- C. lacunana - Brandnetelbladroller Denis & Schiffermüller, 1775
- C. manoi (Kawabe, 1987)
- C. perfracta Diakonoff, 1983
- C. pseudalarixicola Liu & Fang, 1992
- C. rivulana - Roodbruine lijnbladroller (Scopoli, 1763)
- C. rosaceana - Roze lijnbladroller Schläger, 1847
- C. rufana - Smallijnbladroller (Scopoli, 1763)
- C. rurestrana - Grauwe lijnbladroller (Duponchel, 1843)
- C. siderana - Kristalbladroller (Treitschke, 1835)
- C. sistrata (Meyrick, 1911)
- C. striana - Paardenbloembladroller (Denis & Schiffermüller, 1775)
- C. tiedemanniana - Witte lijnbladroller (Zeller, 1845)
- C. woodiana (Barrett, 1882)